# Deutsches Herzzentrum der Charité

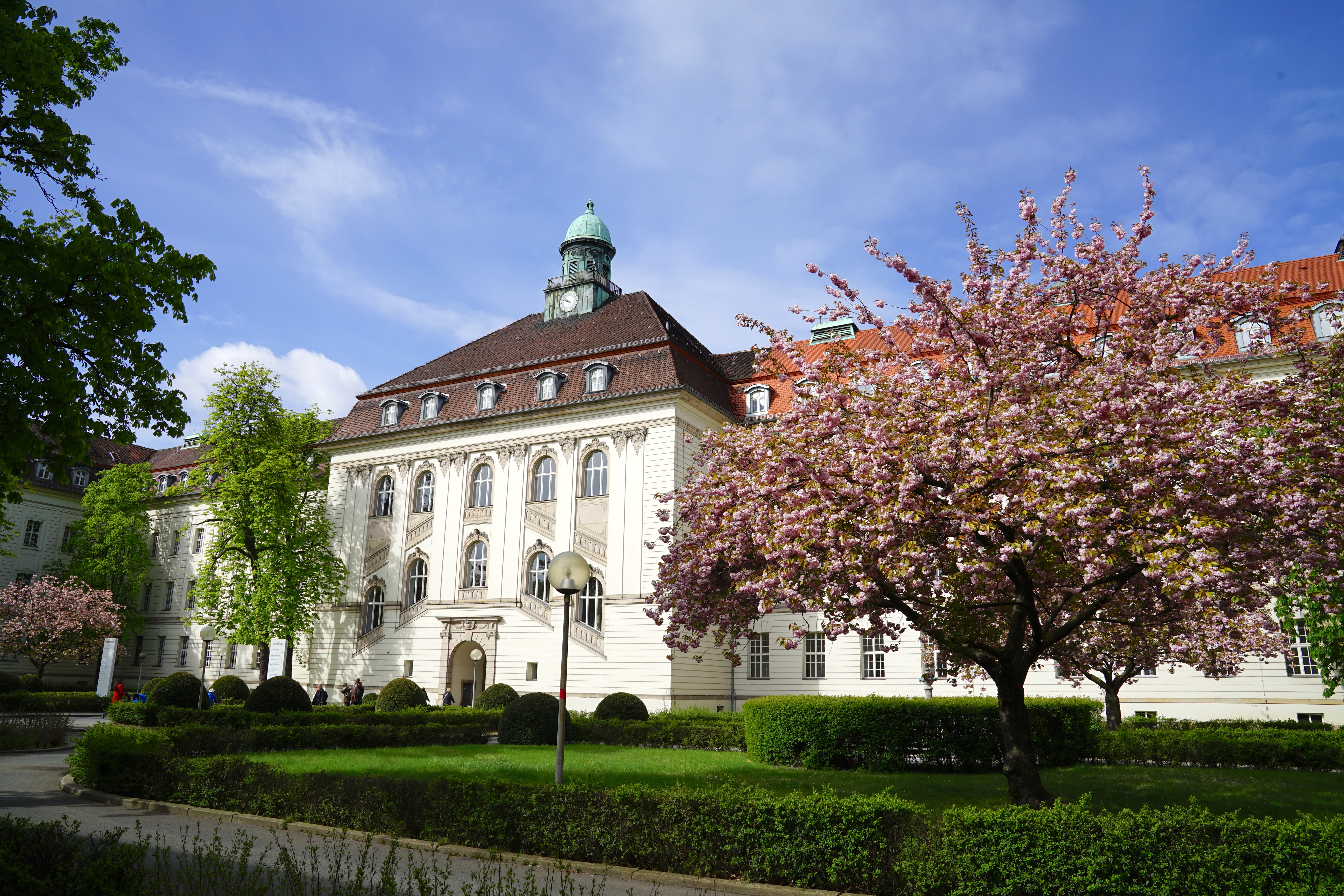
Das DHZC am Campus Virchow-Klinikum

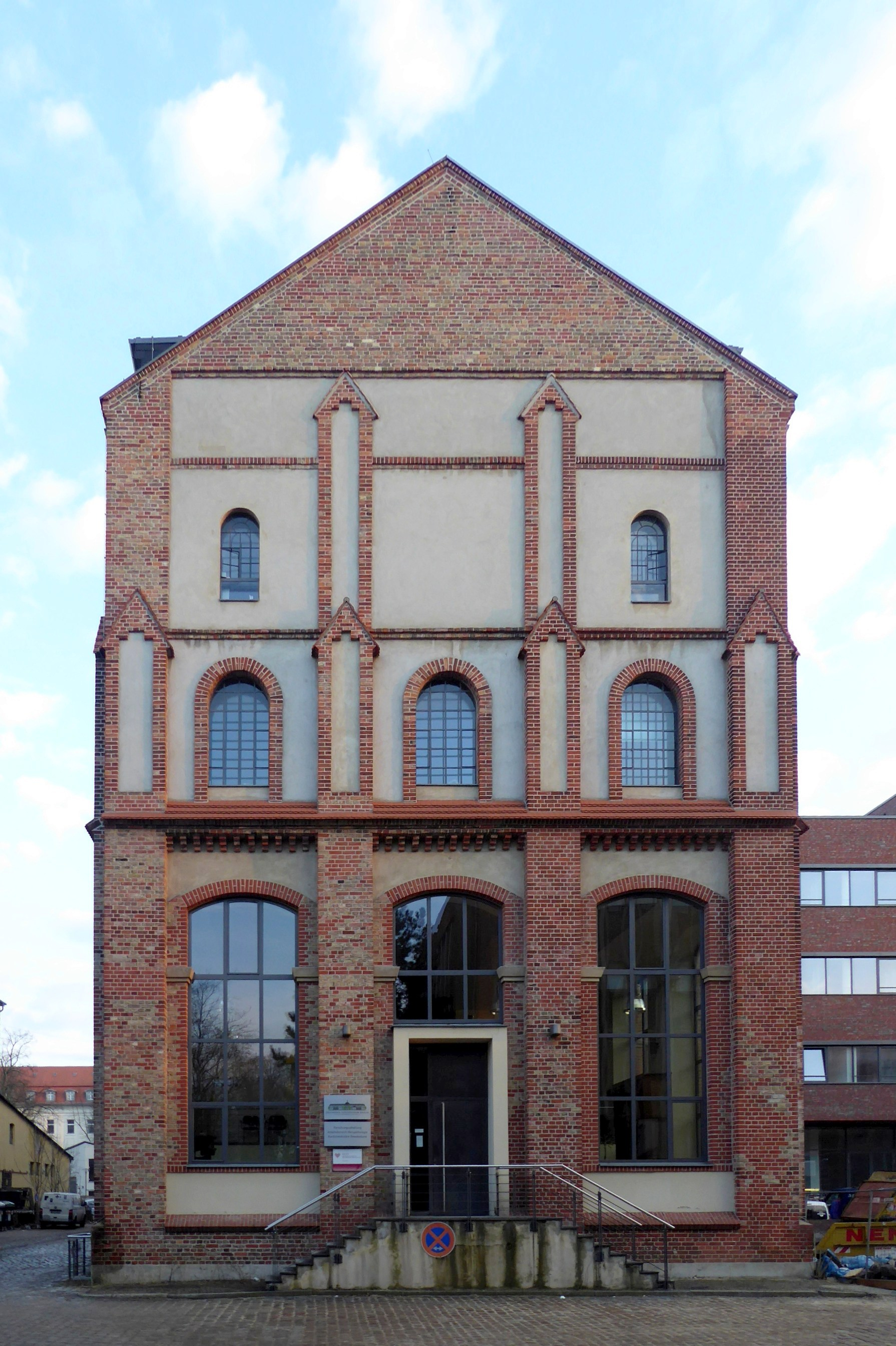
Ein anderes Gebäude des Herzzentrums – das ehemalige Sudhaus der Hochschul-Brauerei

Das Deutsche Herzzentrum der Charité (DHZC) ist eine überregionale Spezialklinik für Diagnostik und Therapie bei Herz-Kreislauf-Erkrankungen im Bezirk Mitte von Berlin (Ortsteil Wedding). Es ist am 1. Januar 2023 aus dem Zusammenschluss der herzmedizinischen Einrichtungen des Deutschen Herzzentrum Berlin (DHZB) und der Charité – Universitätsmedizin Berlin hervorgegangen.
Zum DHZC gehören sieben Kliniken und ein Institut an den Charité-Campi Charité Mitte, Virchow-Klinikum, und Benjamin Franklin. Mit seinen rund 490 Betten und rund 2200 Mitarbeitern zählt das DHZC zu den größten Herzzentren in Deutschland.
Das DHZC ist überregionales Herzinsuffizienz-Zentrum, Transplantationszentrum für Herzen und Lungen und betreibt eines der nach Fallzahlen größten TAVI-Programme Europas.
Am DHZC werden Patienten jeden Alters mit Herz-Kreislauferkrankungen jeden Schweregrads behandelt.

## Geschichte
Das DHZB wurde am 1. Januar 1986 in Betrieb genommen und am 29. April 1986 offiziell in Anwesenheit von Bundespräsident Richard von Weizsäcker eingeweiht. Es geht im Wesentlichen aus der von Emil Bücherl im Jahr 1974 eingerichteten herzchirurgischen Forschungsabteilung der Freien Universität Berlin am Klinikum Westend in Berlin-Westend hervor. Ärztlicher Direktor wird der Herzchirurg Roland Hetzer, der das Deutsche Herzzentrum Berlin bis 2014 leitet.
Die erste Herzoperation fand am 26. März 1986 statt, die erste Herztransplantation erfolgte am 18. April 1986. Das erste Kunstherz wurde am 20. Juli 1987 implantiert. Am 27. September 1987 wurde am DHZB die 100. Herztransplantation durchgeführt. Zum ersten Mal weltweit wurde die Wartezeit bei einem Kind auf ein Spenderherz erfolgreich mit einem Kunstherz überbrückt. Nach 160 Tagen durch ein Kunstherz hat sich das natürliche, bislang schwerkranke Herz eines 38-jährigen Thüringers so gut erholt, dass das Kunstherz am 10. April 1995 explantiert werden kann und dem Patienten eine Transplantation erspart bleibt. Dies war weltweit der erste Fall. Der Kinderkardiologe Felix Berger wurde am 1. Dezember 2004 neuer Direktor der Klinik für Angeborene Herzfehler/Kinderkardiologie.
Am 1. März 2008 wurde der erste Berliner Hybrid-OP für gleichzeitige chirurgische und kardiologische Eingriffe eröffnet. Er enthält u. a. eine hochmoderne HD-Videoanlage, einen röntgendurchlässigen Spezial-OP-Tisch und eine komplette Angiographie-Einheit. Das DHZB wurde am 8. November 2010 zum Kooperationspartner für das vom BMBF ausgeschriebene neue Deutsche Zentrum für Herz-Kreislauf-Forschung. Die eigenständige Klinik für die Chirurgie angeborener Herzfehler wurde am 1. August 2012 in Betrieb genommen. Direktor ist der Kinderherzchirurg Joachim Photiadis. Der Herzchirurg Volkmar Falk wurde am 1. Oktober 2014 neuer Direktor der DHZB-Klinik für Herz-, Thorax und Gefäßchirurgie und Ärztlicher Direktor des Deutschen Herzzentrums Berlin. Zugleich wurde Falk zum Professor für Herzchirurgie an der Charité berufen. Falk trat die Nachfolge von Roland Hetzer an.
Am 1. November 2014 wurde der Kardiologe Burkert Pieske neuer Direktor der DHZB-Klinik für Innere Medizin – Kardiologie als Nachfolger von Eckart Fleck. Zugleich wurde Pieske zum Professor für Kardiologie an der Charité, Campus Virchow-Klinikum berufen. Der DHZB-Stiftungsrat und der Aufsichtsrat der Charité stimmen einer Grundsatzvereinbarung zur Schaffung des „Universitären Herzzentrums Berlin“ zu. Der Plan sieht vor, dass sich die Charité im Rahmen einer sich ergänzenden Leistungserbringung künftig auf das kardiologische Leistungsprofil konzentrieren und keine Betten mehr in der Herzchirurgie vorhalten wird. Im Gegenzug baut das DHZB seinen Schwerpunkt der herzchirurgischen Versorgung weiter aus und wird sein stationäres Leistungsprogramm der Kardiologie, mit Ausnahme der Kinderkardiologie, nicht fortführen. Durch diese Fokussierung bei gleichzeitiger enger Kooperation sollen medizinische Versorgung der Patienten und die Forschung weiter verbessert werden.
Nach über 25-jähriger Tätigkeit für das Deutsche Herzzentrum Berlin ging Verwaltungsdirektor Thomas Michael Höhn zum 1. Januar 2017 in den Ruhestand. Sein Nachfolger war Marcus Polle. Seit 1. Juli 2020 ist der Biologe Rolf Zettl Kaufmännischer Direktor des DHZB.
Am 10. Januar 2018 gaben die Charité – Universitätsmedizin Berlin und das DHZB bekannt, dass sie ihre Herz-Kreislauf-Einrichtungen zu einer wissenschaftlichen, klinischen, rechtlichen und wirtschaftlichen Einheit zusammenschließen werden.
Seit 1. Dezember 2018 ist Sebastian Dienst der Pflegedirektor des DHZB.
Am 14. Juni 2021 haben das Land Berlin, die Charité Universitätsmedizin Berlin und das DHZB eine Rahmenvereinbarung über die Grundlagen und die Bedingungen zur Errichtung des „Deutschen Herzzentrums der Charité“ (DHZC) unterzeichnet. Vorgesehen ist, dass das DHZB als Stiftung des bürgerlichen Rechts seinen Krankenhausbetrieb auf die Charité und dort in das neu zu gründende DHZC überträgt. Aus den bisherigen Strukturen der Charité werden die herzmedizinischen Einrichtungen eingebracht. Die Stiftung DHZB bleibt erhalten. Rechtsgrundlage für die Errichtung des DHZC als ein Gemeinsames Zentrum der Charité ist das Berliner Universitätsmedizingesetz. Danach erfolgte die Einrichtung des gemeinsamen Zentrums durch die Grundsatzung der Charité.
In der Besonderen Beteiligungsvereinbarung (BBV) zur Errichtung des Deutschen Herzzentrums der Charité (DHZC) wurde die Zusammenlegung der herzmedizinischen Einrichtungen des DHZB und der Charité rechtsverbindlich vereinbart.
Ab 1. Januar 2023 bilden die herzmedizinischen Einrichtungen des Deutschen Herzzentrums Berlin (DHZB) und der Charité – Universitätsmedizin Berlin das Deutsche Herzzentrum der Charité.
Förderverein
Der Verein Gesellschaft der Freunde des Deutschen Herzzentrums e. V. wurde im Februar 1988 auf Initiative von Roland Hetzer gegründet.

## Organisation
Das DHZC ist eine Organisationseinheit innerhalb der Charité mit weitgehender strategischer und operativer Eigenständigkeit. Es wird durch den DHZC-Verwaltungsrat und den DHZC-Bereichsvorstand geführt.
Die Mitglieder des DHZC Bereichsvorstand sind der Ärztliche Direktor Volkmar Falk, der Stellvertretende Ärztliche Direktor Ulf Landmesser, der Chief Integration Officer Gerhard Hindricks, der Kaufmännische Direktor Rolf Zettl und der Pflegedirektor Sebastian Dienst.
Für das DHZC und seine Tochtergesellschaften sind rund 2.200 Mitarbeiter als Ärzte, Pflegepersonal, Verwaltungsangestellte, technisches und sonstiges Personal tätig. Im Jahr 2021 wurden insgesamt über 7.350 stationäre Behandlungen und rund 24.000 ambulante Behandlungen vorgenommen. Über 3.600 Herzoperationen (Operationen am Herz oder den herznahen Gefäßen) wurden 2021 durchgeführt, insgesamt bereits über 126.960 Operationen. Das DHZC hat elf Operationssäle, darunter zwei hochmoderne Hybrid-OPs zur gleichzeitigen Durchführung kardiologischer und chirurgischer Interventionen. Zwei weitere Operationssäle werden vom DHZC im Paulinenkrankenhaus betrieben.
Das US-Nachrichtenmagazin Newsweek zählt das DHZC in ihrem Ranking „World’s Best Specialized Hospitals 2024“ zu den zehn besten herzchirurgischen Fachkliniken der Welt. Das DHZC belegt Platz 6 auf einer Bestenliste von 150 weltweit in der Kategorie „Herzchirurgie“ ausgezeichneten Krankenhäusern.
Das Deutsche Herzzentrum Berlin wurde gemeinsam mit den herzmedizinischen Einrichtungen der Charité – Universitätsmedizin Berlin am Campus Virchow-Klinikum von der Deutschen Gesellschaft für Kardiologie und der Deutschen Gesellschaft für Thorax-, Herz- und Gefäßchirurgie als Überregionales Herzinsuffizienz-Zentrum zertifiziert.

## Abteilungen

### Klinik für Herz-, Thorax- und Gefäßchirurgie
Die Klinik für Herz-, Thorax- und Gefäßchirurgie des Deutschen Herzzentrums der Charité befindet sich auf dem Campus Virchow-Klinikum mit dem Standort Augustenburger Platz und dem Standort Mittelallee.
In der Klinik wird das gesamte operative Behandlungsspektrum der Herz-, Thorax- und Gefäßchirurgie angewendet. Zu den Schwerpunkten zählen endoskopische Verfahren zur operativen Behandlung von Erkrankungen der Herzklappen sowie minimalinvasive Bypass-Operationen.

#### Diagnostik und Therapie
Das Deutsche Herzzentrum Berlin betreibt nach Fallzahlen das weltweit größte Programm zur Implantation künstlicher Kreislaufunterstützungssysteme (sogenannter Kunstherzen), insbesondere entwickelt im durch das DHZB gegründeten Unternehmen Berlin Heart. In der Klinik für Herz-, Thorax- und Gefäßchirurgie wurden 105 Herzunterstützungssysteme im Jahr 2022 implantiert, insgesamt bereits über 3500. Mit bisher rund 2800 Transplantationen gehört das DHZC auch zu den größten Zentren für Herz- und Lungentransplantation in Deutschland.
Ein weiterer Schwerpunkt der Klinik liegt im Bereich der Eingriffe an der Hauptschlagader (Aorta). Es existieren außerdem besondere chirurgische Behandlungskonzepte für Patienten mit dem Marfan-Syndrom.
Es stehen zwei mit entsprechenden Bildgebungsverfahren ausgestattete sogenannte Hybrid-OPs für gleichzeitige chirurgische und kardiologische Eingriffe zur Verfügung. Zur Klinik gehört eine kardiochirurgische Ambulanz mit speziellen Sprechstunden u. a. für kathetergestützte Klappen-Implantationen, für Kunstherz-Patienten und Patienten mit Erkrankungen der Hauptschlagader (Aorta) sowie eine Transplantationsambulanz.
Direktor der Klinik ist seit 1. Oktober 2014 der Herzchirurg und Universitätsprofessor Volkmar Falk.

### Kliniken für Kardiologie, Angiologie und Intensivmedizin
Das DHZC umfasst drei Kliniken für Kardiologie, Angiologie und Intensivmedizin.

#### Klinik für Kardiologie, Angiologie und Intensivmedizin – Campus Benjamin Franklin
Die Klinik für Kardiologie, Angiologie und Intensivmedizin am Campus Benjamin Franklin des Deutschen Herzzentrums der Charité ist spezialisiert auf die Diagnostik und Behandlung sämtlicher Herz-Kreislauf-Erkrankungen. Ihr Leistungsspektrum im ambulanten und stationären Bereich umfasst alle invasiven und nichtinvasiven kardiologischen Untersuchungen. Die Klinik verfügt über vier Herzkatheterlabore und ein Hybrid-Labor.
Von der Deutschen Gesellschaft für Kardiologie e. V. (DGK e. V.) wurde die Klinik als TAVI-Zentrum, Zusatzqualifikation Herzinsuffizienz, Chest Pain Unit und 2023 als Fortbildungsstandort Junge Kardiologie zertifiziert. Weiterhin betreibt die Klinik ein zertifiziertes Cardiac Arrest Center.
Die Forschungsaktivitäten der Klinik umfassen sowohl klinische Studien als auch translationale Forschungsprojekte.
Seit Oktober 1987 wird der Rettungshubschrauber Christoph 31 unter der Leitung der Klinik für Kardiologie, Angiologie und Intensivmedizin in Zusammenarbeit mit der Klinik für Anästhesiologie und Operative Intensivmedizin am Charité Campus Benjamin Franklin betrieben.
Direktor der Klinik ist der Kardiologe und Universitätsprofessor Ulf Landmesser.

#### Klinik für Kardiologie, Angiologie und Intensivmedizin – Campus Charité Mitte
Die Schwerpunkte der Klinik für Kardiologie, Angiologie und Intensivmedizin am Campus Charité Mitte des Deutschen Herzzentrums der Charité liegen im Bereich der interventionellen Therapie der koronaren Herzkrankheit und von Herzklappenfehlern. Hierzu zählt z. B. der katheterbasierte Ersatz der Aortenklappe (TAVI) sowie die kathetergestützte Therapie von Herzrhythmusstörung (Elektrophysiologie). Die Klinik wurde von der Deutschen Gesellschaft für Kardiologie – Herz- und Kreislaufforschung zertifiziert als Ausbildungsstätte für die Zusatzqualifikationen ‚Interventionelle Kardiologie‘ und ‚Spezielle Rhythmologie‘ sowie als Schwerpunktklinik für die Behandlung von Herzinsuffizienz-Patienten.
Kommissarischer Klinikdirektor ist seit dem 1. Februar 2024 der Kardiologe und Universitätsprofessor Gerhard Hindricks. Sein Vorgänger war Karl Stangl.

#### Klinik für Kardiologie, Angiologie und Intensivmedizin– Campus Virchow-Klinikum
Die Klinik für Kardiologie, Angiologie und Intensivmedizin am Campus Virchow-Klinikum ist spezialisiert auf die Diagnostik und Behandlung sämtlicher Herz-Kreislauf-Erkrankungen. Die Schwerpunkte der Klinik liegen im Bereich der interventionellen Kardiologie (kathetergestützte Therapieverfahren, insbesondere Elektrophysiologie) sowie der Implantation von Herzschrittmacher- und Defibrillator-Systemen.
Einen besonderen Schwerpunkt nimmt die Behandlung von Patienten mit Herzinsuffizienz ein. Das DHZC ist ein nach den Kriterien der Deutschen Gesellschaft für Kardiologie (DGK) zertifiziertes überregionales Herzinsuffizienz-Zentrum.
Die Klinik wurde durch die Deutsche Gesellschaft für Kardiologie – Herz- und Kreislaufforschung e. V. (DGK e. V.) als Ausbildungszentrum für die Zusatzqualifikationen ‚Kardiale MRT‘, ‚Interventionelle Kardiologie‘ und ‚Spezielle Rhythmologie‘ zertifiziert. Die DGK e. V. hat der Klinik zudem die Zertifikation als TAVI-Zentrum und Chest Pain Unit verliehen.
Kommissarischer Direktor der Klinik ist der Kardiologe und Universitätsprofessor Henryk Dreger.

### Klinik für Angeborene Herzfehler – Kinderkardiologie
In der Klinik für Angeborene Herzfehler – Kinderkardiologie wurden 2021 rund 970 stationäre und rund 3500 ambulante Behandlungen durchgeführt. Dazu gehören rund 520 Herzkatheteruntersuchungen. Das Behandlungsangebot umfasst das gesamte Therapie- und Diagnosespektrum für erworbene Herzkrankheiten im Kindesalter und für angeborene Herzfehler jeglicher Komplexität und jeden Alters. Darüber hinaus ist die Klinik überregionales Schwerpunktzentrum für angeborene Herzrhythmusstörungen im Kindesalter und bei allen angeborenen Herzfehlern.
Zu den Schwerpunkten der Klinik gehören die bildgebende Diagnostik mittels Herzkatheteruntersuchung, Ultraschall (3D, Gewebedoppler), kardialer Magnetresonanztomographie (MRT), und die kardiale Computertomographie (CT). Die Klinik verfügt über hochspezialisierte minimal-invasive Bildgebungsmöglichkeiten, die die Behandlung von Herzfehlern im Herzkatheter unter Ultraschallkontrolle ohne Anwendung von Röntgenstrahlen ermöglichen.
Forschungsschwerpunkte der Klinik sind computerbasierte Herz-Kreislauf-Modelle, terminale Herzinsuffizienz und mechanische Kreislaufunterstützung für Kinder und Patienten mit angeborenen Herzfehlern, Herztransplantationsmedizin, die Neuroprotektion (Vermeidung von Hirnschäden bei der operativen Behandlung angeborener Herzfehler), die minimal-invasive Schrittmachertherapie sowie die Herstellung biologischer Herzklappen durch das sogenannte Tissue Engineering, angeborene und erworbene Herzrhythmusstörungen im Kindesalter, Herzmuskelentzündungen und seltene Herzmuskelerkrankungen, die im Rahmen der Kardiogenetik analysiert werden.
Mit rund 260 Implantationen von Ventrikulären Kreislaufunterstützungssystemen bei Kindern und Jugendlichen gehört das DHZC zu den größten Zentren für diese Therapieform weltweit. Zur Klinik für angeborene Herzfehler – Kinderkardiologie gehören Ambulanzen für Kinderkardiologie, für Erwachsene mit angeborenen Herzfehlern, für Patienten mit pulmonaler Hypertension, für Patienten mit Herzinsuffizienz, für Patienten mit dem Marfan-Syndrom sowie eine Transplantationsambulanz.
Zur Klinik gehört auch eine spezielle Ambulanz für Patienten mit einem sogenannten Fontan-Kreislauf und Kinder einem mit Hypoplastischen Linksherzsyndorm. Im Rahmen des Sozial-Pädiatrischen Zentrums wird zusätzlich auch eine kardiologische Diagnostik und Betreuung angeboten.
Die Klinik verfügt über eine 2013 eröffnete eigene Intensivstation mit zwölf Betten, zwei intermediäre Überwachungseinheiten und zwei spezialisierte Schwerpunktstationen. Alle Stationen und Ambulanzen der Klinik werden von spezialisiertem Personal betrieben.
Seit Juli 2011 ist die Klinik für Angeborene Herzfehler – Kinderkardiologie als überregionales Zentrum zur Versorgung von Erwachsenen mit angeborenen Herzfehlern (EMAH) zertifiziert.
Direktor der Klinik ist der Kinderkardiologe und Universitätsprofessor Felix Berger.

### Klinik für die Chirurgie der angeborenen Herzfehler – Kinderherzchirurgie
Die Klinik für die Chirurgie angeborener Herzfehler – Kinderherzchirurgie wurde 2012 am ehemaligen DHZB als deutschlandweit eine der ersten eigenständigen und vollumfänglichen Spezialkliniken dieser Art gegründet.
Zwei der Operationssäle des DHZC werden von der Klinik für Kinderherzchirurgie genutzt. Die Klinik verfügt u. a. über spezialisierte Narkoseärzte, Kardiotechniker und OP-Pfleger.
Im Jahr 2021 wurden rund 530 Herzoperationen durchgeführt. Das Behandlungsspektrum umfasst die chirurgische Therapie sämtlicher, auch hochkomplexer angeborener und erworbener Herzfehler.
Ein besonderer Arbeitsschwerpunkt der Klinik liegt dabei in der Durchführung komplexer Operationen bei Säuglingen oder Neugeborenen ohne Verwendung von Fremdblut beim Einsatz der Herz-Lungen-Maschine.
Direktor der Klinik ist der Kinderherzchirurg und Universitätsprofessor Joachim Photiadis.

### Klinik für Kardioanästhesiologie und Intensivmedizin
Die Klinik für Kardioanästhesiologie und Intensivmedizin am DHZC führt die Anästhesie bei sämtlichen operativen Eingriffen am DHZC durch. Zur Klinik gehören rund 30 Ärzte, die gemeinsam mit dem Team der Anästhesiepflege die jährlich rund 7500 durchgeführten Anästhesien sowie die Behandlung und Betreuung der Patienten auf den Intensivstationen verantworten.
Die Erwachsenen-Kardioanästhesie versorgt in neun Operationssälen, davon drei Hybrid-Operationssäle, Patienten aus dem gesamten Spektrum der Herz-, Thorax- und Gefäßchirurgie sowie der interventionellen Kardiologie. Zusätzlich wird der OP-Bereich des Paulinenkrankenhauses anästhesiologisch versorgt.
Im Bereich der Kinder-Kardioanästhesie und Anästhesie für Patienten mit angeborenen Herzfehlern werden in zwei Operationssälen Patienten aller Altersgruppen anästhesiologisch versorgt. Die Nachbetreuung der Patienten erfolgt auf der Intensivstation der DHZC-Klinik für Angeborene Herzfehler – Kinderkardiologie.
Für die intensivmedizinische Versorgung erwachsener Patienten im DHZC stehen insgesamt 59 voll ausgestattete Intensivbetten zur Verfügung. Ein multidisziplinäres Team aus Gesundheits- und Krankenpflegern, Physio- und Atmungstherapeuten sowie ärztlichen Mitarbeitern der Klinik für Kardioanästhesiologie und Intensivmedizin und der Klinik für Herz-, Thorax- und Gefäßchirurgie betreut die Patienten.
Ein Schwerpunkt der Klinik liegt außerdem in der Durchführung der intraoperativen transösophagealen Echokardiographie.
Die Klinik für Kardioanästhesiologie und Intensivmedizin ist bereits seit 1999 von der Deutschen Gesellschaft für Anästhesiologie und Intensivmedizin (DGAI) als Ausbildungszentrum für diese Untersuchungsmethode zertifiziert. Des Weiteren sind mehrere Anästhesisten am DHZC durch die Europäische Kardiologie-Gesellschaft (ESC) sowie die Europäische Vereinigung der Herz-Thorax Anästhesisten (EACTA) für die transösophageale Echokardiographie zertifiziert.
Gemeinsam mit dem Institut für Physiologie der Charité – Universitätsmedizin Berlin betreibt die Klinik für Kardioanästhesiologie und Intensivmedizin seit 1996 den Forschungsverbund Organperfusion. Der Forschungsverbund befasst sich mit der experimentellen Erforschung klinischer Probleme der vaskulären Regulation und Organperfusion sowie der Entwicklung entsprechender therapeutischer Konzepte.
Direktor des Instituts ist seit 1. November 2020 der Anästhesist, Intensivmediziner und Universitätsprofessor, Benjamin O’Brien. Er ist Nachfolger von Hermann Kuppe, der das Institut für Anästhesiologie des ehemaligen DHZB seit 1996 leitete.

### Psychokardiologie am DHZC
Die Psychokardiologie ist ein relativ neues Tätigkeitsfeld, das sich mit dem wechselseitigen Zusammenhang zwischen Herzerkrankungen und seelischem Wohlbefinden befasst. So kann sich eine Herzerkrankung einerseits auf das seelische Wohlbefinden auswirken und beispielsweise mit einer depressiven Verstimmung einhergehen.
Andererseits kann sich das seelische Wohlbefinden auf die Herzgesundheit auswirken und beispielsweise zu einer Verstärkung der Beschwerden bei Herzerkrankungen führen.
Bereits im Jahr 1989 wurde am heutigen DHZC der Funktionsbereich psychosomatische Medizin unter der Leitung des Arztes und Psychologen Wolfgang Albert eröffnet. Eine solche Abteilung war für eine Herzchirurgie in Deutschland neu, und das DHZC begründete mit dieser Pionierarbeit eine Führungsrolle in der Psychokardiologie.
Darüber hinaus wurde im November 2010 in Kooperation zwischen der Steinbeis-Hochschule Berlin und dem DHZC an der dortigen Akademie für Kardiotechnik ein Master-Studiengang ‚Medical Psychology‘, ebenfalls unter Leitung von Wolfgang Albert, eingerichtet.
Mit dem Wechsel von Wolfgang Albert in den Ruhestand übernahm 2023 die Kinderkardiologin und Universitätsprofessorin Katharina Schmitt die Leitung der Psychokardiologie am DHZC.
Der Schwerpunkt des psychokardiologischen Versorgungsspektrums am DHZC liegt auf der psychokardiologischen Betreuung von Transplantationspatienten und Patienten mit Herzunterstützungssystemen. 
Ein weiterer Schwerpunkt ist die Betreuung von Patienten mit angeborenen Herzfehlern und ihren Angehörigen. Unter der Leitung von Katharina Schmitt wurden in diesem Bereich bereits umfangreiche Forschungsprojekte initiiert, etwa zur frühen Entwicklung von Kindern mit angeborenen Herzfehlern oder zur familienorientierten Betreuung.

### Institut für kardiovaskuläre Computer-assistierte Medizin
Das Institut für kardiovaskuläre Computer-assistierte Medizin (ICM) arbeitet seit 2016 an neuartigen digitalen Lösungen für die Herzmedizin. 
Der inhaltliche Fokus des ICM liegt in der Grundlagen- und klinischen Forschung von Lösungen für Diagnostik, Therapieplanung, OP-Steuerung und Patientenüberwachung. Entwicklungen finden für Kinder, Jugendliche und Erwachsene statt.
Ein wichtiger Schwerpunkt des ICM ist die Kombination moderner multimodaler Bildgebungsmethoden (Echokardiographie, MRT, CT) mit innovativen Verfahren der Datenwissenschaften (Künstliche Intelligenz, visuelle Analytik etc.) und der biophysikalischen Modellierung (Hämodynamik, Stoffwechsel etc.). Neben dem Schwerpunkt Bildgebung werden zunehmend auch Informationen aus den Bereichen Sensorik (tragbare und implantierbare Devices) und Omics (molekulare Informationen) in den Modellen berücksichtigt.
Am ICM arbeitet ein interdisziplinäres Team aus den Bereichen Medizin, Mathematik, Computerwissenschaft, Physik und Ingenieurwesen. Das ICM arbeitet eng mit international bekannten Forschungseinrichtungen zusammen und verfügt über zahlreiche Industriekooperationen.
Direktor des Instituts ist der Kinderkardiologe und Universitätsprofessor Titus Kühne.